# 22503 Thalpius
22503 Thalpius è un asteroide troiano di Giove del campo greco. Scoperto nel 1997, presenta un'orbita caratterizzata da un semiasse maggiore pari a 5,2270148 UA e da un'eccentricità di 0,0682566, inclinata di 9,89509° rispetto all'eclittica.
L'asteroide è dedicato a Talpio, uno dei pretendenti alla mano di Elena.